# Landesjustizgesetz
Das Landesjustizgesetz regelt die Organisation des Rechtswesens im Land Schleswig-Holstein. Insbesondere trifft es Regelungen über die Gerichte der ordentlichen Gerichtsbarkeit, der Arbeits-, Finanz-, Sozial- und Verwaltungsgerichtsbarkeit sowie über die Staatsanwaltschaften des Landes. So wird für jedes Gericht unter anderem der Sitz, die Bezeichnung und die örtliche Zuständigkeit festgelegt. Des Weiteren enthält es Bestimmungen über die Justizverwaltung, das Kostenrecht und die bei Gerichten und Staatsanwaltschaften eingesetzten Sprachmittler.
Die Verfassungsgerichtsbarkeit ist nicht im Landesjustizgesetz normiert. Gesetzliche Regelungen zum Schleswig-Holsteinischen Landesverfassungsgericht sind stattdessen im Landesverfassungsgerichtsgesetz und in der Landesverfassung enthalten.
Das Landesjustizgesetz wurde vom Schleswig-Holsteinischen Landtag am 22. März 2018 als Teil des Gesetzes zur Bereinigung des Landesrechts im Bereich der Justiz einstimmig beschlossen. Zuvor waren die Regelungen über die Justiz des Landes auf diverse Gesetze und Verordnungen verteilt. So gab es beispielsweise für jede Gerichtsbarkeit ein eigenes Gesetz zur Regelung der Gerichtssitze und -bezirke. Teilweise stammten einige Rechtsnormen aus der Zeit des Nationalsozialismus oder sogar aus dem Deutschen Kaiserreich und waren somit sprachlich veraltet. Ein weiteres Problem war, dass einige dieser Rechtsnormen viele Paragraphen enthielten, die mittlerweile gegenstandslos oder aufgehoben worden waren. Dieser Zustand habe nach Auffassung des Justizministeriums dazu geführt, dass es für den Rechtsanwender schwierig wurde maßgebliche Normen aufzufinden. Um eine höhere Transparenz zu schaffen, sind 19 Gesetze und 8 Verordnungen aufgehoben und im Landesjustizgesetz in sprachlich und inhaltlich modernisierter Form zusammengefasst worden.

## Organisation der Gerichte
Vor dem Inkrafttreten des Landesjustizgesetzes waren Regelungen zum jeweiligen Sitz eines Gerichts und dessen Gerichtsbezirk verteilt auf fünf Gesetze. Dies waren
- das Gerichtsorganisationsgesetz für die ordentliche Gerichtsbarkeit,
- das Gesetz über die Neueinteilung der Bezirke der Gerichte für Arbeitssachen in Schleswig-Holstein für die Arbeitsgerichtsbarkeit,
- das Erste Gesetz zur Ausführung der Finanzgerichtsordnung für die Finanzgerichtsbarkeit,
- das Schleswig-Holsteinische Ausführungsgesetz zum Sozialgerichtsgesetz für die Sozialgerichtsbarkeit und
- das Ausführungsgesetz zur Verwaltungsgerichtsordnung für die Verwaltungsgerichtsbarkeit.

Ins Landesjustizgesetz sind diese Regelungen im Wesentlichen ohne inhaltliche Änderungen übernommen worden. So legt das Gesetz folgende Gerichtsstruktur für Schleswig-Holstein fest:
| Ordentliche Gerichtsbarkeit                                    | Ordentliche Gerichtsbarkeit                                                                                          | Ordentliche Gerichtsbarkeit |
| -------------------------------------------------------------- | --- | --- |
| Schleswig-Holsteinisches Oberlandesgericht (in Schleswig)      | Landgericht Flensburg                                                                                                | Amtsgericht Flensburg Amtsgericht Husum Amtsgericht Niebüll Amtsgericht Schleswig                                                                                |
| Schleswig-Holsteinisches Oberlandesgericht (in Schleswig)      | Landgericht Itzehoe                                                                                                  | Amtsgericht Elmshorn Amtsgericht Itzehoe Amtsgericht Meldorf Amtsgericht Pinneberg                                                                               |
| Schleswig-Holsteinisches Oberlandesgericht (in Schleswig)      | Landgericht Kiel | Amtsgericht Bad Segeberg Amtsgericht Eckernförde Amtsgericht Kiel Amtsgericht Neumünster Amtsgericht Norderstedt Amtsgericht Plön Amtsgericht Rendsburg          |
| Schleswig-Holsteinisches Oberlandesgericht (in Schleswig)      | Landgericht Lübeck                                                                                                   | Amtsgericht Ahrensburg Amtsgericht Eutin Amtsgericht Lübeck Amtsgericht Oldenburg in Holstein Amtsgericht Ratzeburg Amtsgericht Reinbek Amtsgericht Schwarzenbek |
| Arbeitsgerichtsbarkeit                                         | | |
| Landesarbeitsgericht Schleswig-Holstein (in Kiel)              | Arbeitsgericht Elmshorn Arbeitsgericht Flensburg Arbeitsgericht Kiel Arbeitsgericht Lübeck Arbeitsgericht Neumünster | Arbeitsgericht Elmshorn Arbeitsgericht Flensburg Arbeitsgericht Kiel Arbeitsgericht Lübeck Arbeitsgericht Neumünster                                             |
| Finanzgerichtsbarkeit                                          | | |
| Schleswig-Holsteinisches Finanzgericht (in Kiel)               | | |
| Sozialgerichtsbarkeit                                          | | |
| Schleswig-Holsteinisches Landessozialgericht (in Schleswig)    | Sozialgericht Itzehoe Sozialgericht Kiel Sozialgericht Lübeck Sozialgericht Schleswig                                | Sozialgericht Itzehoe Sozialgericht Kiel Sozialgericht Lübeck Sozialgericht Schleswig                                                                            |
| Verwaltungsgerichtsbarkeit                                     | | |
| Schleswig-Holsteinisches Oberverwaltungsgericht (in Schleswig) | Schleswig-Holsteinisches Verwaltungsgericht (in Schleswig)                                                           | Schleswig-Holsteinisches Verwaltungsgericht (in Schleswig) |

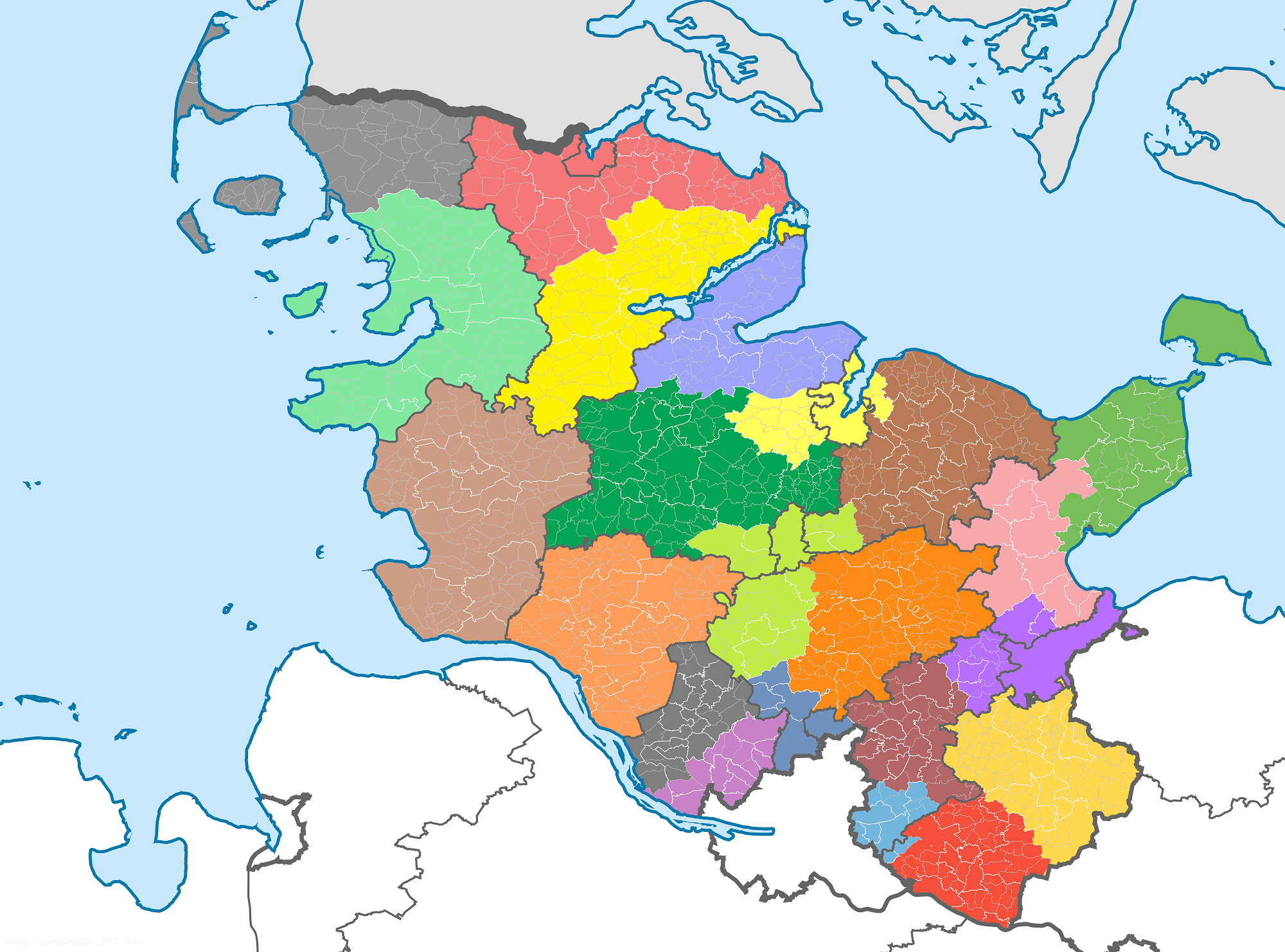
Bezirke der Amtsgerichte in Schleswig-Holstein

In der Anlage zum Gesetz wird die Zugehörigkeit der jeweiligen Gemeinden und der gemeindefreien Gebiete Schleswig-Holsteins zu einem Amtsgerichtsbezirk festgelegt. Abweichend hiervon ist die örtliche Zuständigkeit für die dem Land vorgelagerten gemeindefreien Küstengewässer direkt im Gesetz geregelt. So sind dem Amtsgericht Kiel die Ostseeküste und dem Amtsgericht Husum die Nordseeküste, mit Ausnahme der zum Amtsgericht Pinneberg gehörenden Küstengewässer um die Insel Helgoland, zugelegt. Für den derzeit in Bau befindlichen Fehmarnbelttunnel wird ab dessen Inbetriebnahme das Amtsgericht Oldenburg in Holstein örtlich zuständig sein.

## Organisation der Staatsanwaltschaften
Generalstaatsanwaltschaft ist die beim Schleswig-Holsteinischen Oberlandesgericht bestehende Staatsanwaltschaft. Zudem bestehen Staatsanwaltschaften bei den Landgerichten Flensburg, Itzehoe, Kiel und Lübeck.
Das Landesjustizgesetz regelt nicht die Bildung von Schwerpunktstaatsanwaltschaften. In Schleswig-Holstein wurden durch eine Verwaltungsvorschrift Schwerpunktstaatsanwaltschaften zur Bearbeitung von Wirtschaftsstrafsachen eingerichtet.

## Regelung des Hausrechts
Das in Schleswig-Holstein zuvor nur durch richterliche Rechtsfortbildung entwickelte Hausrecht, welches in den Behörden- und Gerichtsgebäuden gilt, wurde durch das Landesjustizgesetz kodifiziert. So wurde geregelt, dass erforderlichenfalls generelle Einlasskontrollen durchgeführt werden können. Außerdem können die Identität von Personen festgestellt und Personen sowie deren mitgeführte Sachen durchsucht und Waffen, gefährliche Gegenstände usw. sichergestellt werden. Gegebenenfalls können Personen vom Grundstück verwiesen oder ihnen das Betreten des Grundstücks vorübergehend verboten werden. Für diese Aufgaben ist in der Regel der Justizwachtmeisterdienst zuständig.